# (38243) 1999 PB4
1999 PB4 (asteroide 38243) é um asteroide da cintura principal. Possui uma excentricidade de 0.22058580 e uma inclinação de 3.04514º.
Este asteroide foi descoberto no dia 13 de agosto de 1999 por John Broughton em Reedy Creek.